# او.پی. مالوترا
او. پی. مالوترا (انگلیسی: O. P. Malhotra) بازیکن هاکی روی چمن اهل هند بود.
وی به‌همراه تیم ملی هاکی روی چمن مردان هند به مقام قهرمانی در بازی‌های المپیک تابستانی ۱۹۵۶ دست پیدا کرده‌است.